# محمد جميل شلش
محمد جميل شلش (1930) شاعر وكاتب عراقي. ولد في مدينة الخالص من محافظة ديالى. خرّيج دار المعلّمين العليا، وحصل على ماجستير في الآداب. عمل مدرّسًا في المرحلة الثانوية ومدرّسًا جامعيًا ثم مشرفًا تربويّا اختصاصياً، ومديرًا عامًا للإعلام، ثم للثقافة. عمل أيضًا مستشارًا صحفيًا ومديرًا لمركز الثقافي. له دواوينه الشعرية عديدة.

## سيرته
ولد في مدينة الخالص من محافظة ديالى العراقية. أحس بميل فطري نحو الكتابة الشعر في وقت مبكر منذ أن كان طالباً في الثانوية فأجج ميله هذا، انخراطه في القومية وتأثره وانتماؤه إلى حزب البعث العربي الاشتراكي منذ عام 1950. كتب المقطعات الشعرية والقصائد القصار ونشرها في مطلع الخمسينيات في صحف بغداد ومجلة العمل لصاحبها عدنان الراوي.

تخرج في دار المعلمين العالية 1954 وحصل على الماجستير في الآداب من جامعة بغداد 1970. عمل مدرسًا بالتعليم الثانوي، ومدرسًا جامعيًا، ومشرفًا تربويًا اختصاصيًا، ومديرًا للتربية. فمديرًا للصحافة ومديرًا عامًا للإعلام، ومديرًا عاما للثقافة ومستشاراً صحفيًا ومديرًل لمركز ثقافي.

كتب في الصحافة واهتم بالدراسات الإعلامية والثقافية والنقدية والنثرية. وهو عضو اتحاد الادباء وحضر العديد من المؤتمرات الثقافية في القطر. سجن وحوكم عدة مرات بدايتها 1959 لمدة سنتين في سجن بعقوبة.

## مؤلفاته
من دواوينه الشعرية:
- الحب والحرية، 1964
- غفران، 1966
- الموت والميلاد، 1971
- سبع سنابل من نيسان، 1976
- ديوان محمد جميل شلش، 1978
- البعث، 1980
- أرخبيل الصمت، 1982
- سلاما ياعراق، 1983
- الخوذة والنورس، 1986
- نشيد الدم، 1987
- الأعمال الشعرية الكاملة، 1989
- وجوه وأقنعة، 1990
- عين الحمامة وأخواتها، 1996
- نقوش محفورة على أسوار بابل، 200.
- من أعماله الإبداعية الأخرى:
- مأساة محمد بن مقلة، مسرحية شعرية - نثرية 1999.

من مؤلفاته في الدراسات:
- الحماسة في شعر الشريف الرضي
- في التراث العربي
- الشريف الرضي
- اللغة ووسائل الإعلام الجماهيرية
- الحرب العراقية الإيرانية وخلفيات الاستراتيجية الدولية

## وصلات خارجية
في أرشيف المجلات